# Савчук Прокіп Демидович
Про́кіп Деми́дович Савчу́к (7 липня 1918) — український розвідник. Генерал-майор. Начальник Першого Управління Комітету державної безпеки при Раді Міністрів Української РСР (1959—1966).

## Життєпис
Народився 7 липня 1918 році в селі Великий Чернятин Старо-Костянтинівського району Шепетівського округу Вінницької (тепер — Хмельницької області). Закінчив заочно педагогічний технікум у Бердичеві.
У листопаді — грудні 1939 року проходив військову службу червоноармійцем 217-го окремого бронетанкового батальйону в місті Ярославль, звідки був направлений на навчання до військово-політичного училища у місто Іваново, яке закінчив у січні 1941 року. Напередодні війни він ще встиг закінчити курси Харківського військово-авіаційного училища у місті Рогань.
З 1941 по 1943 роки обіймав посади військового комісара авіаційних ескадрилій 174-го та 525-го штурмових авіаційних полків 227-ї авіаційної дивізії 2-ї Повітряної армії. Потім був призначений помічником, а згодом — старшим помічником начальника оперативного відділу штабу армії. У складі підрозділів 1-го Українського, 4-го Українського та Воронезького фронтів брав участь у визволенні від фашистських загарбників Польщі, Чехословаччини, Угорщини.
У 1946 році призначений на посаду секретаря з кадрової роботи Хмельницького обласного комітету ЛКСМ України. Потім працював першим секретарем Закарпатського обласного комітету комсомолу, і з цієї посади був направлений у органи державної безпеки й одразу призначений заступником начальника з кадрів Управління Міністерства державної безпеки по Закарпатській області.
У 1947 році його призначають заступником начальника обласного управління з оперативних питань.
З червня 1954 до грудня 1959 року — начальник Управління КДБ по Закарпатській області.
У 1959—1961 рр. — начальник Першого управління Комітету державної безпеки при Раді Міністрів Української РСР. Цей час став визначальним для підрозділів зовнішньої розвідки України. У центральному апараті радянської зовнішньої розвідки було прийнято рішення про створення Першого управління КДБ при Раді Міністрів УРСР на базі 1-го відділу. За його ініціативи реорганізація зачепила практично всі напрямки розвідувальної діяльності, за кордоном створювалися оперативні позиції, які дозволяли добувати важливу розвідувальну інформацію зовнішньополітичного характеру і відомості про стратегічні об'єкти зацікавлення розвідки.
У липні (вересні) 1966 року — звільнився зі служби з Комітету державної безпеки і обійняв посаду першого заступника міністра охорони громадського порядку Української РСР. На новій посаді отримав звання генерал-майора внутрішньої служби.

## Нагороди та відзнаки
- Орден Червоної Зірки,
- Орден Червоного Прапора,
- Орден Вітчизняної війни І ступеня,
- Орден Вітчизняної війни II ступеня,
- Медаль «За відвагу»,
- Медаль «За визволення Праги»,
- медаль «За перемогу над Німеччиною у Великій Вітчизняній війні 1941—1945 рр.» (1945)